# SH-01C
docomo PRIME series SH-01C（ドコモ プライム シリーズ エスエイチ ゼロ いち シー）は、シャープが開発した、NTTドコモの第三世代携帯電話（FOMA）端末、docomo PRIME seriesの一つである。

## 概要
2010年春夏モデルのSH-07Bの後継機種で防水、防塵機能はそのままに、CCDセンサー1410万画素とカメラ性能を高めた「AQUOS SHOT」のドコモ向け4代目にあたる。またデザインにおいては、クリスタル調の表面であり、2010年上期に大ヒットしたSH-01Bに近いデザインとなっている。そのフロントパネルからはグラデーションの光の粒が浮かび上がるドットパターンイルミネーションが浮かび上がり、そのイルミネーションのパターンは様々にカスタマイズすることも可能となっている。またキーバックライトも7色まで好きな色を選択が可能となっている。その他外見では、回転2軸型のボディに、3.4インチフルワイドVGA液晶と静電式のタッチパネルを搭載する。タッチパネルによる操作は、SH-07Bと同様ビューアポジションだけでなくオープンポジション（縦に開いた状態）でも操作が可能となり、複数の指で操作するマルチタッチに対応している。またタッチパネルだけでもほとんどの操作ができるようになっている。防水性能はIPX5/IPX7、防塵性能はIP5Xに準拠している。

### WiFi機能
NTTドコモのシャープ製端末では初のWiFi通信機能が搭載され、フィーチャーフォンとしては初のIEEE802.11nにも対応し、最大で300Mbpsの超高速通信を利用してインターネット接続の利用が可能となる。自宅のWiFiのほかにMzoneやFreeSpotといった公衆無線LANにも接続が可能となる。また本端末をモバイルWiFiルータとして使えるアクセスポイントモードも利用が可能となるため、SH-01CをアクセスポイントとしてニンテンドーDSやiPod touchを接続し、外出先などでも、それらを接続して楽しむことができる。
WiFi印刷対応のエプソン製のプリンターで静止画をプリントアウトする機能にも対応している。

### カメラ
前述のとおりCCD 1,410万画素カメラを備えており、また画像処理にはアクオスショットの定番である画像処理エンジン「ProPix」を備えており、画像のノイズなどを抑えると共に、広ダイナミックレンジ補正、輪郭強調などで、自然な画質に復元することが可能となっている。またSH-01Cからは動画撮影にも「ProPix」が対応し1920×1080ドットの高画質フルハイビジョンで撮影した動画も歪みを抑えた撮影が可能となる。
いまでは当たり前になりつつある顔検出や笑顔フォーカスのほかに、新たな機能としてペット検出機能が加わり、被写体にペットがはいると、人のほかにそのペットにフォーカスをあわせることも可能となった。
そのほかの機能として、ゴルフスイングビデオカメラ機能により同時再生してフォームを比較することができたり、撮影した動画をスローモーション再生も可能となる。

### その他機能
ワンセグにおいては4倍高速表示に対応し、動きのある画像もくっきり見ることが可能となる。
くっきりトークやはっきりトークにも対応している。
メール機能は、画面を上下2分割して、受信メールを表示させながら返信メールが作成できる「メール参照返信」、先頭の数文字を入力し、後は文字数分だけマルチガイドボタンの右を押すだけで簡単に候補を絞り込める「＊＊（ワイルドカード）予測」、2MBサイズなど容量の大きい添付データを送信する時に、他の機能起動中にバックグラウンドで送信できる「メールバックグラウンド送信」を搭載。また何らかの原因でメール送信に失敗した時には音・バイブ・画面表示で知らせたり、メールアドレスの電話帳登録は受信したメールアドレスをタッチするだけですぐに登録できるほか、電話帳に未登録のメールアドレスに返信しようとすると自動的に電話帳登録の確認画面を表示することで登録忘れを防げる。その他、ブラウザでメールアドレスを選んだ時に「新規メール作成」と「投稿アドレス登録」の選択が可能で、ブログ投稿用のメールアドレスの登録が簡単にできる。
内蔵iアプリには、搭載したジャイロ機能(地軸センサー、加速度センサー）を利用したアプリである「塊魂モバイル」「リッジレーサーズモバイル」がプリインストールされている。
自動キーロックや音声クイック起動に対応する。
音楽再生中に歌詞を表示する。「うた文字」に対応する。
ブルーレイディスクレコーダーに録画した映像を、高画質のまま端末に転送して視聴することが可能となる。
| 主な対応サービス                   | 主な対応サービス                                                    | 主な対応サービス                       | 主な対応サービス                                 |
| ---------------------------------- | ------------------------------------------------------------------- | -------------------------------------- | ------------------------------------------------ |
| タッチパネル                       | FOMAハイスピード7.2Mbps(受信)／5.7Mbps(送信)                        | Bluetooth                              | DCMX／おサイフケータイ                           |
| iアプリオンライン／地図アプリ      | 直感ゲーム／メガiアプリ                                             | iウィジェット                          | マチキャラ／iコンシェル                          |
| ホームU／ポケットU                 | GPS／オートGPS／ケータイお探し                                      | デコメール／デコメ絵文字／デコメアニメ | iチャネル                                        |
| 着もじ                             | テレビ電話／キャラ電                                                | ケータイデータお預かりサービス         | フルブラウザ                                     |
| おまかせロック／バイオ認証         | 外部メモリーへiモードコンテンツ移行／ユーザーデータ一括バックアップ | トルカ                                 | iC通信／iCお引越しサービス                       |
| きせかえツール／ダイレクトメニュー | バーコードリーダ／名刺リーダ                                        | 2in1                                   | エリアメール／ソフトウェアーアップデート自動更新 |
| GSM／3Gローミング（WORLD WING）    | 着うたフル／うた・ホーダイ                                          | Music&Videoチャネル／ビデオクリップ    | デジタルオーディオプレーヤー(AAC)(WMA)           |

### ワンセグ機能
- EPG（録画予約）
- 視聴予約
- 外部メモリ（microSD）への録画
- 字幕放送
- マルチウィンドウ
- Bluetoothによるワイヤレス音声出力
- 同社液晶テレビ「AQUOS」にも採用されている、映像をより鮮やかに再現する「SV (Super Vivid) エンジン」

## プリインストールアプリ
以下のアプリケーションが購入時にプリインストールされているが、すべてのコンテンツを利用するにはあらかじめアップデートが必要で、コンテンツによっては外部メモリー（microSD/microSDHCカード）を用意する必要がある。
| アプリ名                                                 | 概要 |
| -------------------------------------------------------- | --- |
| 塊魂モバイル体験版                                       | ロマンチックアクションゲーム |
| リッチレーサーズモバイル体験版                           | レースゲーム |
| 二ノ国ホットロイトストーリーズ 第1章「オリバーとマーク」 | スタジオジブリがアニメーション制作を手掛けるファンタジーRPG「二ノ国」本編へとつながるプロローグストーリー                                             |
| Shot Navi Advance Lite for SH                            | 国内のゴルフ場2300以上に対応するGPSゴルフナビゲーター。拡張現実機能にも対応する。                                                                     |
|                                                          | |
| ファミスタワイヤレス FM版                                | 野球ゲームのBluetooth通信対応版 |
| 対戦パックマン（体験版）                                 | |
| Myきせかえクリエイター for SH                            | 撮影した画像とテンプレートから選んだフレームを合成して、きせかえツール（待受画面とノーマルメニュー）を作成することができるアプリ。                    |
| E★エブリスタアプリ                                       | ケータイ総合雑誌「E★エブリスタプレミアム」掲載作品の更新情報をリアルタイムで確認できるアプリ                                                          |
| ブックビューア コミック体験!                             | セルシス、ボイジャーが提供しているケータイコミックを体験できるアプリ                                                                                  |
| コミック/小説ビューア                                    | コミックや小説を読むことができるアプリ |
| SH-MODE INFO                                             | iウィジェットにてiMenu内のサイト［SH-MODE］の更新情報を確認したり、サイト内の各コンテンツへ直接接続することができるアプリ                             |
| お天気予報SH                                             | iウィジェットにて今日・明日の天気や雨レーダーなどを見ることのできるアプリ                                                                             |
| iアバターメーカー                                        | iアバターを作成するアプリ |
| iCタグリーダー                                           | 対応のポスター・カード・シールなどにおサイフケータイでかざして情報を読み取るためのアプリ                                                              |
| 温湿度指数チェッカー                                     | 日本気象協会監修の気象情報アプリ |
| ロケーションレーダー                                     | 現在地の周辺施設や目的地を検索して現在地から目的地までの直線距離や目的地の方角を表示するアプリ                                                        |
| ネット辞書                                               | |
| モバイルGoogleマップ                                     | Googleマップのアプリ。GPSを使った道案内、経路検索、衛星写真、ストリートビューなどを利用できる                                                         |
| Gガイド番組表リモコン                                    | テレビ番組表とAVリモコン機能が1つになったアプリ |
| iD設定アプリ                                             | おさいふケータイクレジット決済サービスiDの設定アプリ                                                                                                  |
| DCMXクレジットアプリ                                     | NTTドコモが提供するおさいふケータイクレジットDCMXの設定アプリ                                                                                         |
| モバイルSuica登録用iアプリ                               | モバイルSuica契約用のiアプリ |
| ヘルスチェッカー                                         | 歩数、活動量、脈拍数、血圧、体組成のデータを管理するアプリ                                                                                            |
| ドコモWebメール                                          | パソコン・FOMA端末のどちらからでも利用できるメールサービス「ドコモWebメール」のアプリ                                                                 |
| 地図アプリ                                               | GPS機能を利用して、目的地を検索したり、乗り換え案内を駆使した、交通手段によるルートを表示が可能                                                       |
| ROID ウィジェット2                                       | モバイルサイト「ROID」の更新情報などを通知してくれるウィジェット                                                                                      |
| Start! iウィジェット                                     | iウィジェットの使い方をムービーで見ることができるiアプリ                                                                                              |
| iWウォッチ                                               | iウィジェット画面でグラフィカルに時計や電池残量を確認することができるアプリ                                                                           |
| 楽オク☆アプリ                                            | 楽天オークション用のアプリ |
| iアプリバンキング                                        | モバイルバンキングを簡単に利用するためのアプリ |
| マクドナルド トクするアプリ                              | 日本マクドナルドのかざすクーポンなどを利用するためのアプリ                                                                                            |
| 株価アプリ                                               | iウィジェットを利用して株価情報を表示するアプリ |
| 花粉アプリ                                               | スギ・ヒノキの分布や量を確認できるアプリ |
| お天気アプリ                                             | 簡単操作で詳細な気象情報が確認できるアプリ |
| i Bodymoアプリ                                           | 健康サービス「i Bodymo（iボディモ）」のアプリ |
| FOMA通信環境確認アプリ                                   | FOMAハイスピードエリアを利用できるかを確認することができるiアプリ                                                                                     |
| いっしょにデコ                                           | お互いのFOMA端末をかざして撮影した静止画にスタンプを貼ったりデコレーションができるiアプリタッチ対応アプリ                                             |
| ドコモ料金案内                                           | 通話料やパケット通信料等の簡易的な履歴を一覧やグラフで確認できるアプリ                                                                                |
| 電子マネー「nanaco」                                     | セブン&アイグループの電子マネー「nanaco」のモバイル版                                                                                                 |
| かざす請求書                                             | 毎月のドコモ利用料金の情報をおサイフケータイに取得し、請求書が無くてもコンビニエンスストアで決済できるアプリ（本サービスはセブン-イレブンのみ対応。） |
| ビックポイント機能付ケータイ                             | おサイフケータイをビックカメラの「ビックポイントカード」として利用できるアプリ                                                                        |
| ヨドバシゴールドポイントカード                           | おサイフケータイをヨドバシカメラの「ヨドバシゴールドポイントカード」として利用できるアプリ                                                            |
| モバイルAMCアプリ                                        | おサイフケータイを使用して、ANAの各種サービスを利用できるアプリ                                                                                       |

## 沿革
- 2010年11月8日 - F-01C・F-02C・F-03C・F-04C・F-05C・F-06C・L-01C・L-02C・L-03C・Optimus chat L-04C・N-01C・N-02C・N-03C・P-01C・P-02C・P-03C・SH-01C・SH-02C・LYNX 3D SH-03C・SH-04C・SH-05C・SH-06C・ブックリーダー SH-07C・TOUCH WOOD SH-08C・REGZA Phone T-01C・HW-01C・BlackBerry Curve 9300・フォトパネル03の開発並びに一部機種の発売を発表。
- 2010年11月19日 - 発売開始。